# Чьерна-Гора
Чье́рна-Го́ра (словац. Čierna hora) — горный массив в восточной Словакии между Горнадом и Торисой, часть Словацких Рудных гор. Наивысшая точка — гора Рогачка, 1028 м. Площадь — 254 км². Растительность — в основном буковые леса, на верховьях расположены еловые и смешанные леса.
В пределах горного массива находится водохранилище Ружин, построенное в 1960-х. Основное назначение водохранилища — водоснабжение, также оно служит зоной отдыха.